# Femeia Pisică
Catwoman (nume tradus în română ca Femeia Pisică) sau Selina Kyle este un personaj fictiv creat de Bob Kane și Bill Finger, care apare în revistele de benzi desenate americane publicate de DC Comics, de obicei în asociere cu Batman. Aceasta și-a făcut apariția în Batman #1 (primăvara 1940). Personajul este reprezentat ca o antieroină, devenind cel mai cunoscut și mai longeviv interes amoros al lui Batman, multe povești descriind relația lor complexă de iubire și ură.  Din 1993, Catwoman are propria serie în desfășurare, Catwoman.
Catwoman a fost prezentă în multe adaptări mediatice legate de Batman. În cinematografie, distribuția lui Lee Meriwether a introdus-o pe Catwoman unui public larg în Batman (1966), Michelle Pfeiffer a interpretat personajul în Batman Returns (1992), Halle Berry în Catwoman (2004), Anne Hathaway în The Dark Knight Rises (2012) și Zoë Kravitz în The Batman (2022), după ce anterior i-a dat voce în filmul de animație The Lego Batman Movie (2017).
Catwoman a fost clasată pe locul 11 pe lista IGN „Top 100 Comic Book Villains of All Time”, și pe locul 51 pe lista „100 Greatest Villains of All Time” a revistei Wizard. În schimb, a fost clasată pe locul 20 pe lista IGN „Top 100 Comic Book Heroes of All Time”.

## Publicații

### Epoca de Aur
Catwoman, pe atunci numită „Pisica”, a apărut pentru prima dată în Batman #1 (primăvara anului 1940) ca o misterioasă hoață de bijuterii, prezentată la sfârșitul poveștii ca fiind o femeie tânără și atrăgătoare (fără nume). Deși nu poartă costumul ei iconic de pisică, povestea îi stabilește personalitatea de bază ca fiind o femeie fatală care îl antagonizează și îl atrage în același timp pe Batman. Se subînțelege că Batman ar fi lăsat-o să scape în mod deliberat, blocându-l pe Robin în timp ce acesta încerca să sară după ea. Ea apare apoi în Batman nr. 2, într-o poveste în care este implicat și Jokerul, dar în final scapă de Batman. În Batman #3 poartă o mască de blană și reușește din nou să scape de Batman.

### Epoca de Argint

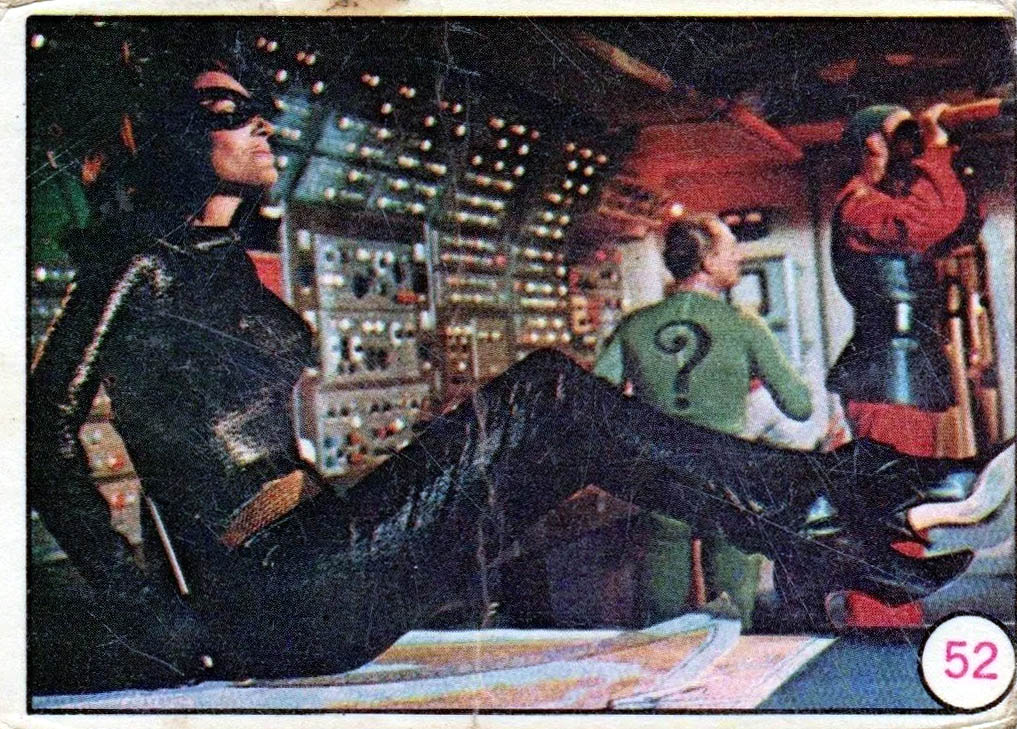
Lee Meriwether în filmul Batman (1966)

Catwoman și-a făcut prima apariție din Epoca de Argint în Superman's Girl Friend, Lois Lane #70-71 (noiembrie-decembrie 1966); ulterior, a continuat să apară în diverse benzi desenate Batman.
Mai multe povești din anii 1970 au prezentat-o pe Catwoman comițând o crimă, lucru pe care nici versiunile ei din Earth-One și Earth-Two nu l-ar fi făcut vreodată. Această versiune a lui Catwoman a fost mai târziu repartizată în lumea alternativă Earth-B, un Pământ alternativ care includea povești care nu puteau fi considerate canonice pe Earth-One sau Earth-Two.

## Relația cu Batman

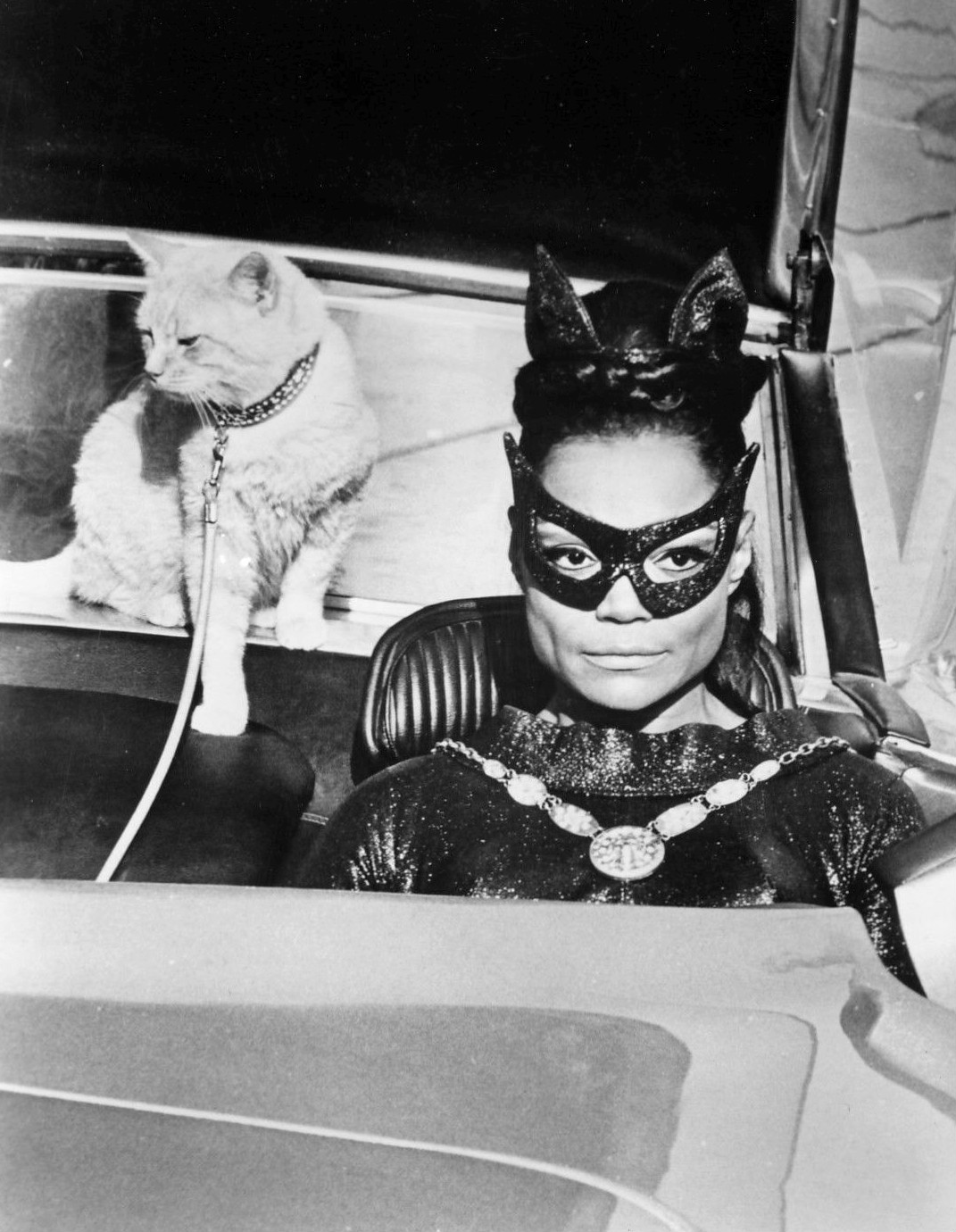
Eartha Kitt în rolul Femeii Pisică, Batman (1966-1968)

Deși Catwoman a fost descrisă istoric ca fiind o super-răufăcătoare, Batman și Catwoman au lucrat împreună pentru a atinge obiective comune, și sunt frecvent descriși ca având o relație romantică. Batman a avut de-a lungul anilor multe relații cu personaje feminine, dar, deși acestea tind să fie de scurtă durată, atracția lui față de Catwoman este prezentă în aproape toate versiunile și mediile în care apar personajele.
Într-o poveste de la începutul anilor 1980, Selina și Bruce dezvoltă o relație, în care panoul final al poveștii finale o arată pe aceasta referindu-se la Batman ca fiind „Bruce”. Cu toate acestea, o schimbare în echipa editorială a adus un sfârșit rapid la acea poveste și, aparent, la tot ceea ce s-a întâmplat în timpul acelui episod.
Batman și Catwoman sunt arătați având o întâlnire sexuală pe acoperișul unei clădiri în Catwoman (vol. 4) #1 (noiembrie 2011), iar același număr implică faptul că cei doi au o relație sexuală continuă.
În urma rebootului DC Rebirth, cei doi au din nou o întâlnire sexuală pe un acoperiș în Batman (vol. 3) #14 (2017). În cel de-al treilea volum al Batman, Selina și Bruce au o relație romantică, iar flashback-urile din trecut dezvăluie istoria lor împreună. Bruce o cere în căsătorie pe Selina în Batman (vol. 3) #32 (decembrie 2017), la care ea spune „Da”.